# خليل كايا
خلـيل كايا (بالتركية: Halil Kaya)‏ هو مصارع رياضي تركي، ولد في 1920 في تركيا.

## وصلات خارجية
- خلـيل كايا على موقع قاعدة بيانات المصارعة الدولية (الإنجليزية)
- خلـيل كايا على موقع أوليمبيديا (الإنجليزية)